# Soneto 23
| «» Soneto 23 |
| --- |
| As an unperfect actor on the stage, Who with his fear is put beside his part, Or some fierce thing replete with too much rage, Whose strength's abundance weakens his own heart; So I, for fear of trust, forget to say The perfect ceremony of love's rite, And in mine own love's strength seem to decay, O'ercharg'd with burthen of mine own love's might. O! let my books be then the eloquence And dumb presagers of my speaking breast, Who plead for love, and look for recompense, More than that tongue that more hath more express'd. O! learn to read what silent love hath writ: To hear with eyes belongs to love's fine wit. |
| –William Shakespeare |

Soneto 23 foi escrito por William Shakespeare e faz parte dos seus 154 sonetos. É uma das sequências de sonetos endereçados a um jovem do sexo masculino. É notável pelo uso da metáfora de atuar; muitos estudiosos tem estudado que a metáfora refere-se à profissão de ator de William Shakespeare.

## Traduções
Na tradução de Thereza Christina Rocque da Motta,
Como um mau ator no palco,
Que, por temer, está aquém de seu papel,
Ou uma fera tomada por excesso de ira,
Cuja força abundante enfraquece o coração;
Eu, então, por amar, me esqueço de celebrar
A sublime cerimônia do enlace amoroso,
E, em mim, a seu poder parece decair,
Sob o peso da força do meu amor.
Ah, deixa meu rosto verter a eloquência
E os presságios surdos de meu peito arfante,
Que anseiam pelo carinho e procuram a recompensa
Mais do que a língua que tanto o expressou.
Ah, aprende a ler o que o amor em silêncio escreveu:
Só com a pureza do amor podemos ver e compreender.